# 斯皮什倫战役
斯皮什倫战役（德語：Schlacht bei Spichern），或稱福尔巴赫战役（法語：Bataille de Forbach），是普法战争期间的一场战役，发生在法国东北部的斯皮什倫。德国人的胜利迫使法国人撤退到梅斯的防御工事。8月6日的斯皮什倫战役是法国三场重大失败中的第二场。毛奇原本计划将巴赞的军队留在萨尔河上，直到他可以用第2集团军在前面，第1集团军在左翼进攻，而第3集团军向后方靠近。年迈的冯·施泰因梅茨将军采取了一个过分热心的、计划外的行动，带领第1集团军从他在摩泽尔河的阵地向南。他直奔斯皮什倫镇，在此过程中将腓特烈·卡尔亲王与他的前锋骑兵部队隔开。

## 註腳
1. 1 2 3 4  Henderson 2009，第715-9頁.